# Punta Thurwieser
La Punta Thurwieser (3.641 m s.l.m. - Thurwieserspitze in tedesco) è una montagna del Gruppo Ortles-Cevedale nelle Alpi Retiche meridionali. Si trova tra la Lombardia (provincia di Sondrio) e l'Alto Adige.

## Toponimo
Prende il nome da Peter Carl Thurwieser, meteorologo, alpinista e sacerdote austriaco.
La cima è la più alta del piccolo sottogruppo Trafoi-Thurwieser ed è considerata esteticamente una delle più belle della regione. Espone a sud un'alta parete di rocce friabili ed erose dal ghiaccio, culmina con una calotta rocciosa tondeggiante e scende verso nord con una ripida parete di neve e roccia.

## Storia
Il 18 settembre 2004 dalla cima si è staccata una frana di enormi dimensioni; un totale di 2.7 milioni di metri cubi di roccia precipitarono in Val Zebrù.
Vennero distrutte la strada di accesso al Rifugio Quinto Alpini e una baita, ma nessuna persona fu coinvolta.

## Alpinismo
La prima ascensione della cima è di Theodor Harpprecht e Joseph Schnell nel 1869, dopo numerosi ed infruttuosi tentativi per quella che oggi è la via normale. Successivamente venne scalato il fianco sud-ovest da Georg Geyer, Julius Prohaska, Emil e Richard Zsigmondy nel 1882 per un titinerario oggi dimenticato e pericoloso, poi fu percorsa la lunga cresta di collegamento con la Cima Trafoi da Carl Baeckmann, Alois Kuntner e Alois Pinggera, grandiosa traversata d'alta quota ancora oggi ripetuta ed apprezzata. 
Nel 1893 vi fu un notevole exploit da parte di Guido Lammer che scalò la parete nord da solo lungo un itinerario arduo anche oggigiorno. Nel 1895 venne esplorata anche la parete sud, su roccia friabile e pericolosa per le scariche di sassi, da G. Zanoletti, L. Bonetti e F. Cola mentre tutti gli altri itinerari sono stati percorsi nel '900: Ninì Pietrasanta e Giuseppe Chiara salirono la cresta sud nel 1929, Giuseppe Pirovano aprì ben tre itinerari: uno nel 1939 lungo la parete sud-est con Raimond Bucher, uno nel 1948 per la parete nord-ovest con Enrica Fornaroli e Giuseppe Canclini e l'ultimo con Carlo Mauri lungo lo spigolo nord nel 1957. Nel 1964 Heini Holzer e Hans Authier scalarono anche la costola nord e la serraccata alla base della via Lammer fu vinta nel 1983 da O. della Putta e L. Guariento.

## Ascensioni
La Punta Thurwieser viene oggi salita solo per alcuni itinerari e con buone condizioni di innevamento vista la pessima qualità della sua roccia:
- Via Normale: è la via più frequentata per raggiungere la vetta che sale direttamente dal Passo Thurwieser con Gran Cono di Ghiaccio (Grosser Eiskogel), si presenta sottile e con cornici, con alcuni passaggi su rocce rotte per arrivare alla vetta, dislivello di 300 m dal passo e difficoltà AD.
- Baeckmanngrat: è la cresta di collegamento con la Cima Trafoi, lunga 800 m, affilata e talvolta con cornici di ghiaccio, presenta passi in roccia di III e IV, complessivamente tra AD+ e D+ a seconda delle condizioni.
- Via Lammer: è la via del solitario salitore della parete nord che tracciò un itinerario difficile per i suoi tempi, supera i 250 m del lato sinistro della parete nord puntando dritto in cima, per ghiaccio a 60° e passaggi in roccia alla fine, difficoltà: D-.
- Via Mauri-Pirovano o spigolo nord: è la via più ardua alla cima ed anche una delle più difficili del gruppo, finora ripetuta pochissime volte. Sale lo spigolo che inizia dopo un pendio di ghiaccio e presenta un'arrampicata di V con passi di VI su roccia friabile e terreno misto molto delicato. Difficoltà estreme.

La base di partenza per la cima è il Rifugio Quinto Alpini.